# Wiązów
Wiązów là một thị trấn thuộc huyện Strzeliński, tỉnh Dolnośląskie ở miền tây nam Ba Lan. Thị trấn có diện tích 9 km². Đến ngày 1 tháng 1 năm 2011, dân số của thị trấn là 2327 người và mật độ 254 người/km².